# 萨迪克·穆罕默德汗五世
纳瓦布埃米尔萨迪克·穆罕默德汗五世·阿巴西（1904年9月29日—1966年5月24日）爵士，简称穆罕默德汗五世。是一位英属印度和巴基斯坦的政治家。从1907年到1966年是巴哈瓦尔布尔土邦的纳瓦布和埃米尔。
父亲去世后，穆罕默德汗五世成为了纳瓦布和埃米尔，当时他只有三岁。由拉欣·巴赫什爵士担任主席的摄政委员会代表他统治到1924年。
穆罕默德汗五世曾在印度皇家陆军中担任军官，在第三次英阿战争(1919年)中作战，并在第二次世界大战期间在中东指挥部队。到1947年，其机构由训练有素的公务员管理的部门组成；有一个由自己的总理领导的部长内阁；国家银行是巴哈瓦尔普尔银行，在国家以外设有分行，包括卡拉奇、拉合尔等城市，有一个高级法院和中级法院，有一支训练有素的警察部队和一支由印度皇家军事学院培训的军官指挥的军队。他对教育非常感兴趣，在他的支持下，土邦政府为高等教育提供了优秀的奖学金。1951年，穆罕默德汗五世在巴哈瓦尔布尔土邦捐赠了500英亩土地用于建造沙迪公共学校。他和巴基斯坦国父穆罕默德·阿里·真纳有着坚固的友谊。
1947年8月，在英国军队撤出次大陆时，穆罕默德汗五世决定不立即让他的国家加入新的巴基斯坦。然而，1947年10月3日，在一段时间的拖延之后，他的态度有所缓和，成为第一位成功加入巴基斯坦的土邦统治者。随着数以万计的穆斯林难民从印度涌入该土邦，他设立了巴哈瓦尔布尔难民救济和康复基金会，为他们提供救济。1953年，穆罕默德汗五世代表巴基斯坦参加了英国女王伊丽莎白二世的加冕典礼。1955年，他与时任巴基斯坦总督古拉姆·穆罕默德签署了一项协议，根据该协议，巴哈瓦尔布尔从1955年10月14日起成为西巴基斯坦的一部分，作为回报，穆罕默德汗五世每年获得32卢比的津贴并保留他的头衔。同年，他被提升为巴基斯坦军队的上将。